# Yves Audigane
Yves Audigane, né le 4 décembre 1939 à Chemillé (Maine-et-Loire), est un footballeur français . Il joue au poste de gardien de but.

## Biographie
Il évolue en Division 1 avec le Stade rennais, et en Division 2 avec l'AS Cherbourg.
Au total, il dispute 31 matchs en Division 1, et trois en Division 2.